# Can Damians
Can Damians, aussi sous le nom  Almacenes El Siglo, est un bâtiment art déco situé à Barcelone, dans la Vieille Ville. Il a été bâti par Eduard Ferrés, Ignasi Mas et Lluís Homs en 1915. Il abrite actuellement de grands entrepôts, propriété de la marque C&A.
Cet immeuble est inscrit comme Bien Culturel d'Intérêt Local (BCIL) dans le Recensement du Patrimoine Culturel catalan.

## Histoire et description

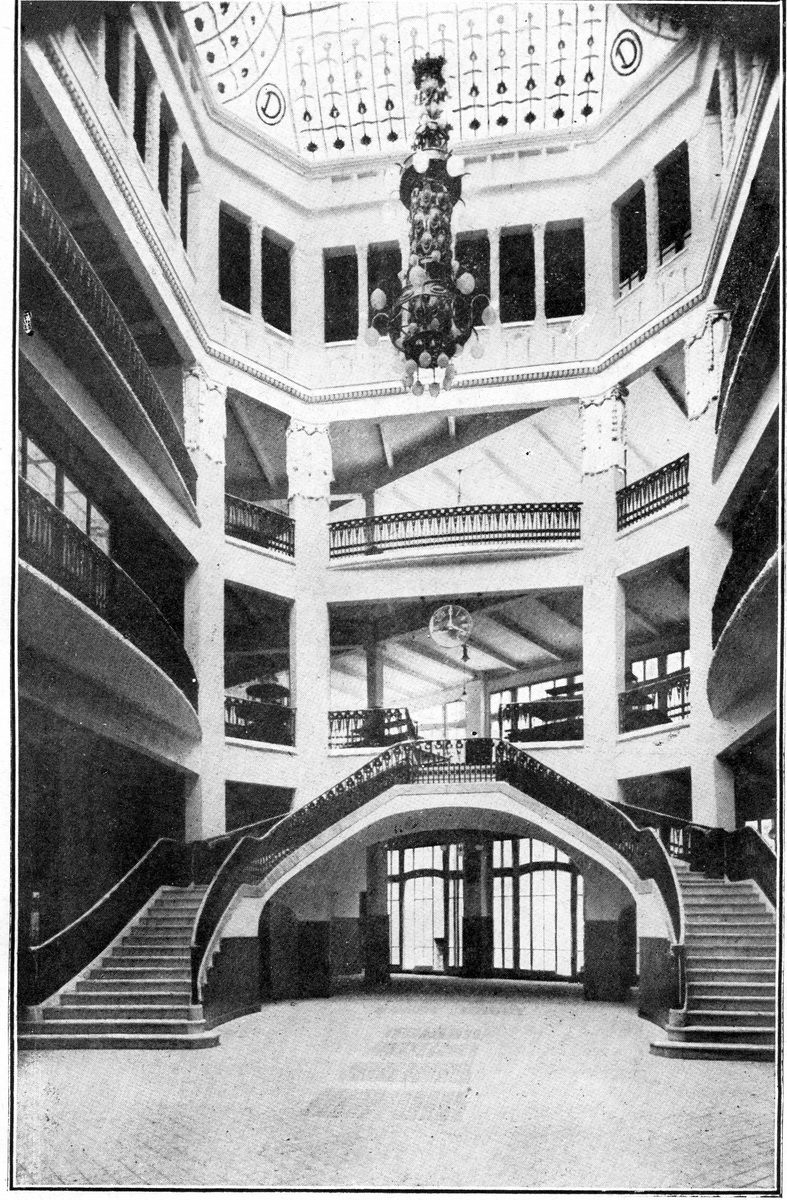
Intérieur du bâtiment, photographie de 1917 de l'Annuaire de l'Association d'Architectes

Le bâtiment a été bâti comme point de vente de l'entreprise Fils d'Ignacio Damians, consacrée à l'élaboration de pièces de métal, grilles et compléments d'architecture, et éléments de fer forgé, dont l'atelier se trouvait dans la rue de Obradors et les bureaux dans la rue de Escudellers. En 1933 il a été acquis par les Entrepôts Le Siècle (Almacenes El Siglo), une entreprise fondée en 1897 par la famille Conde située antérieurement sur la Rambla, dont le siège avait été détruit par un incendie en 1932. L'édifice appartient actuellement à la compagnie hollandaise C&A.
Le projet, de style art déco, a été exécuté entre 1913 et 1915. Il a été bâti en béton armé, étant alors un des premiers bâtiments construits avec ce matériau à Barcelone. Il a cinq étages et deux sous-sols. La façade présente des galeries couvertes de vitrages convexes et est couronnée par un dôme de lucarne sphérique d'inspiration expressionniste. La façade postérieure, donnant sur la rue de Tallers, se distingue par son géométrisme d'influence post-sécession.
En 1915, l'édifice Can Damians a gagné le premier prix d'établissements commerciaux dans le Concours annuel de bâtiments artistiques organisé par la Mairie de Barcelone.